# تشارلز بواتينغ
تشارلز بواتينغ (بالإنجليزية: Charles Boateng)‏ هو لاعب كرة قدم غاني في مركز الهجوم، ولد في 28 يوليو 1997 في كوماسي في غانا. لعب مع ريال موناركس.

## وصلات خارجية
- تشارلز بواتينغ على موقع قاعدة بيانات كرة القدم.إي يو (الإنجليزية)
- تشارلز بواتينغ على موقع Soccerway.com (الإنجليزية)